# 聖洛倫佐縣 (查科省)

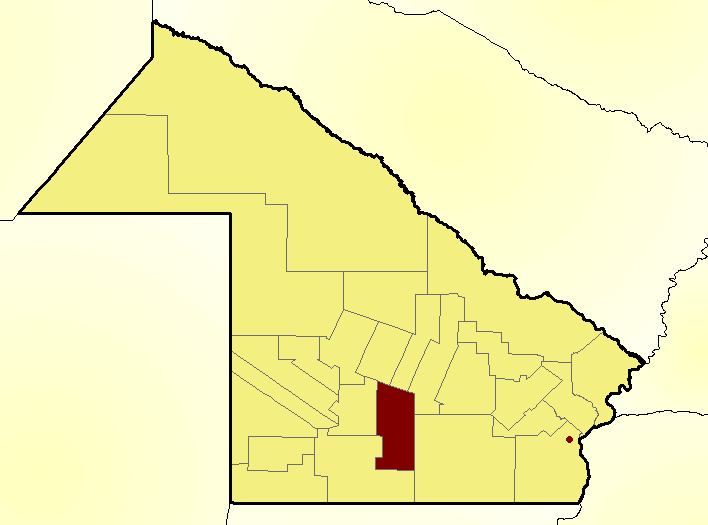

27°17′24″S 60°24′47″W / 27.29000°S 60.41306°W
聖洛倫佐縣（西班牙語：Departamento San Lorenzo），是阿根廷的縣份，位於該國北部查科省，首府設於貝爾特鎮，面積2,135平方公里，距離雷西斯滕西亞170公里，2001年人口14,702，人口密度每平方公里6.89人。